# Bill Behrens
Bill Behrens, né le 26 juin 1970 à Pasadena, est un ancien joueur de tennis professionnel américain.
Il a remporté un titre ATP en double à Sankt Pölten en 1995.

## Palmarès

### Titre en double messieurs
| No | Date       | Nom et lieu du tournoi                               | Catégorie    | Dotation  | Surface      | Partenaire  | Finalistes               | Score    |  |
| -- | ---------- | ---------------------------------------------------- | ------------ | --------- | ------------ | ----------- | ------------------------ | -------- |  |
| 1  | 19-06-1995 | International ÖTV Raiffeisen Grand Prix Sankt Pölten | World Series | 350 000 $ | Terre (ext.) | Matt Lucena | Libor Pimek Byron Talbot | 7-5, 6-4 |  |

### Finale en double messieurs
| No | Date       | Nom et lieu du tournoi        | Catégorie    | Dotation  | Surface      | Vainqueurs                         | Partenaire  | Score    |  |
| -- | ---------- | ----------------------------- | ------------ | --------- | ------------ | ---------------------------------- | ----------- | -------- |  |
| 1  | 29-04-1996 | AT&T Tennis Challenge Atlanta | World Series | 303 000 $ | Terre (ext.) | Christo van Rensburg David Wheaton | Matt Lucena | 7-6, 6-2 |  |

## Parcours dans les tournois duGrand Chelem

### En simple
N'a jamais participé à un tableau final.

### En double
| Année | Open d'Australie          | Open d'Australie       | Internationaux de France  | Internationaux de France | Wimbledon                 | Wimbledon                    | US Open                   | US Open             |
| ----- | ------------------------- | ---------------------- | ------------------------- | ------------------------ | ------------------------- | ---------------------------- | ------------------------- | ------------------- |
| 1996  | 1er tour (1/32) J. Waite  | O. Delaitre F. Santoro | 1er tour (1/32) M. Lucena | J. Palmer J. Stark       | 1er tour (1/32) M. Lucena | M.-K. Goellner I. Kafelnikov | —                         | —                   |
| 1997  | 1er tour (1/32) S. Cannon | J. Björkman N. Kulti   | —                         | —                        | 1/8 de finale C. Haggard  | W. Black J. Grabb            | 2e tour (1/16) P. McEnroe | G. Raoux J. Tarango |

N.B. : le nom du ou de la partenaire se trouve sous le résultat ; le nom des ultimes adversaires se trouve à droite.